# Hans van Baaren
Hans van Baaren was een Nederlands muziekproducent, toetsenist en trompettist.
Hij kreeg in 1969 enige bekendheid vanwege zijn opnamen met Herman van Veen. Daarna volgden enkele andere artiesten totdat hij beginjaren zeventig Euson onder zijn hoede kreeg. Hij was onder meer verantwoordelijk voor de hit Suzanne van Herman van Veen.
In 1971 had hij met Euson een Nederlandse hit met Both sides now, een nummer van singer-songwriter Joni Mitchell. In 1972 verschenen zijn enige eigen wapenfeiten. De single On a toujours ses yeux d'enfant / Hello, waarop hij begeleid werd door de band van Herman van Veen, werd alleen in Frankrijk uitgegeven. Er kwam ook nog een elpee Music to make love by. Daarop speelden Tony Koning (drums), Jan van der Voort (bas, gitaar) en Erik van der Wurff (hammondorgel).
Zijn dochter Mandy van Baaren (16 december 1955) ambieerde ook een zangcarrière. Zij is vernoemd naar Billy Holidays Mandy is two. Ook dochter Sabine van Baaren (geboren 1960) werd zangeres. Zowel Mandy als Sabine zongen op de eerste platen van Van Veen mee. De beide vrouwen hebben een zangloopbaan in Duitsland. Sabine van Baaren bracht het onder meer tot begeleidster van Jon Lord en zong op het North Sea Jazz Festival in 1997 met haar toenmalige a-capellakwintet Vocaleros. Een van zijn latere liedjes, "You can't stop the sun from shining", heeft hij samen met haar live opgenomen.